# Konwertaza
Konwertaza - ogólna nazwa różnych enzymów, które działając na substrat (np. białkowy proenzym) powodują poprzez zmianę (np. proteolityczne odcięcie polipeptydowego fragmentu) jego uczynnienie.
Przykłady:
- konwertaza angiotensyny
- konwertaza C3, konwertaza C5 - występujące w układzie dopełniacza